# O-Bahn公交车道
O-Bahn公交车道（简称O-Bahn，音译“奥巴恩”）是位于南澳大利亚州阿德莱德的导向公交车道。该车道作为当地快速公交系统的一部分，用于服务阿德莱德东北郊区的乘客。O-Bahn系统的想法最初由戴姆勒设想提出，最初的目的是为了能够让德国埃森的公交车能够与有轨电车的隧道共用，以便在运行时避开其他交通的拥堵。
阿德莱德O-Bahn在1986年正式通车，用于应对东北郊区的迅速发展，并以此取代了早期的电车延长线计划。O-Bahn公交车道使用集合了公交与铁路系统元素的特制的轨道，连接錦林息公共運輸交匯處、北樂提公共運輸交匯處和位于摩保利的茶樹廣場公共運輸交匯處，全长12公里，用时15分钟。公交车也可以在各公共運輸交匯處离开O-Bahn，进入普通道路继续行驶，避免了乘客转车的困扰。轨道上的公交车可以以最高100千米/时的速度行驶，一小时内从阿德萊德市中心到茶树广场的最大载客量可达18,000人次。截至2015年，O-Bahn工作日每日客流量达31,000人次。
目前，O-Bahn延长工程已被批准建设，2017年中旬建成后，经过的公交车可以进一步减少进入市区所需经过的一些拥堵的十字路口。O-Bahn的建设还使得原有破旧的郊区排水渠变成了目前的多倫士帶狀公園，成为了能够吸引周边居民的公共开放空间；它同时也激发了终点站所在地摩保利的开发和建设。

## 轨道

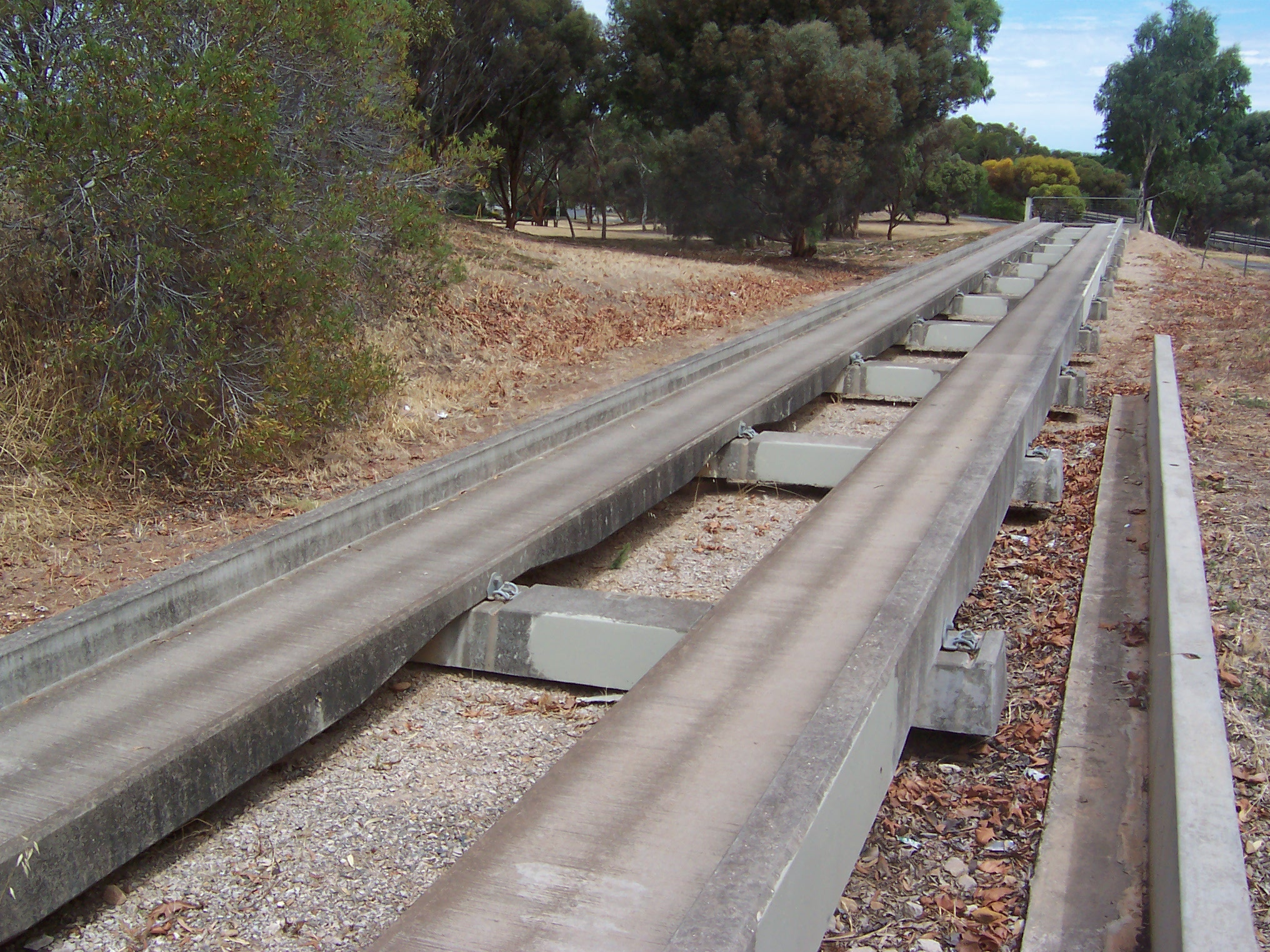
一段测试用的O-Bahn轨道

O-Bahn轨道由混凝土制成，两条轨道的总宽度为6.2米，沿着多倫士河的冲积土上方铺设而成。因冲积土的可塑性较高，铺设时施工团队不仅将轨道悬浮，还每隔12米在地面打入混凝土立柱以支撑轨道的重量、确保稳定性，最深的立柱深达4米。这5,600根立柱顶端支撑着5,600根混凝土枕木和4,200条预先建造好的L形轨道。正式施工时使用的O-Bahn轨道比最初设计阶段使用的更窄且更轻，减轻了对土地的压力，而且所有的混凝土部分均是先烧制后铺设的。
O-Bahn轨道在阿德莱德市区边缘，克尼道，东环城公园的对面开始，进入一个长达60米的隧道，因此处转向角度较大，为确保前轮（特别是铰接客车的后车的前轮）不会刮到轨道边缘，公交车被限速40千米/时行驶。通过隧道后，限速提高到80公里/时，并在到达錦林息之前的大多路段保持此速度。之后的速度限制则放开到100千米/时，但因老化及安全考虑，2012年末开始速度降至85千米/时。而在测试阶段，部分轨道路段的最高行驶速度曾达到115千米/时。目前O-Bahn轨道全程的平均速度约为60千米/时，主要因为在进入各公共運輸交匯處前需减速到40千米/时，公共運輸交匯處内的限速为20千米/时。根据早期法庭对O-Bahn系统运营的裁决，O-Bahn被官方承认为「公路」的一部分，因此南澳警察局可以在该路段安装测速摄像头并对超速的司机罚款。
在O-Bahn入口处有大量的标示及警示以避免其他车辆不慎闯入轨道，同时入口处还装有针对低底盘车设计的路障，当车辆闯入轨道时，该路障能够扯下汽车的发动机油盘以阻止汽车继续行驶。每年平均有4辆非O-Bahn公交车的汽车闯入O-Bahn轨道，而这些车辆最后都需要通过起重机钓走。

## 公交车

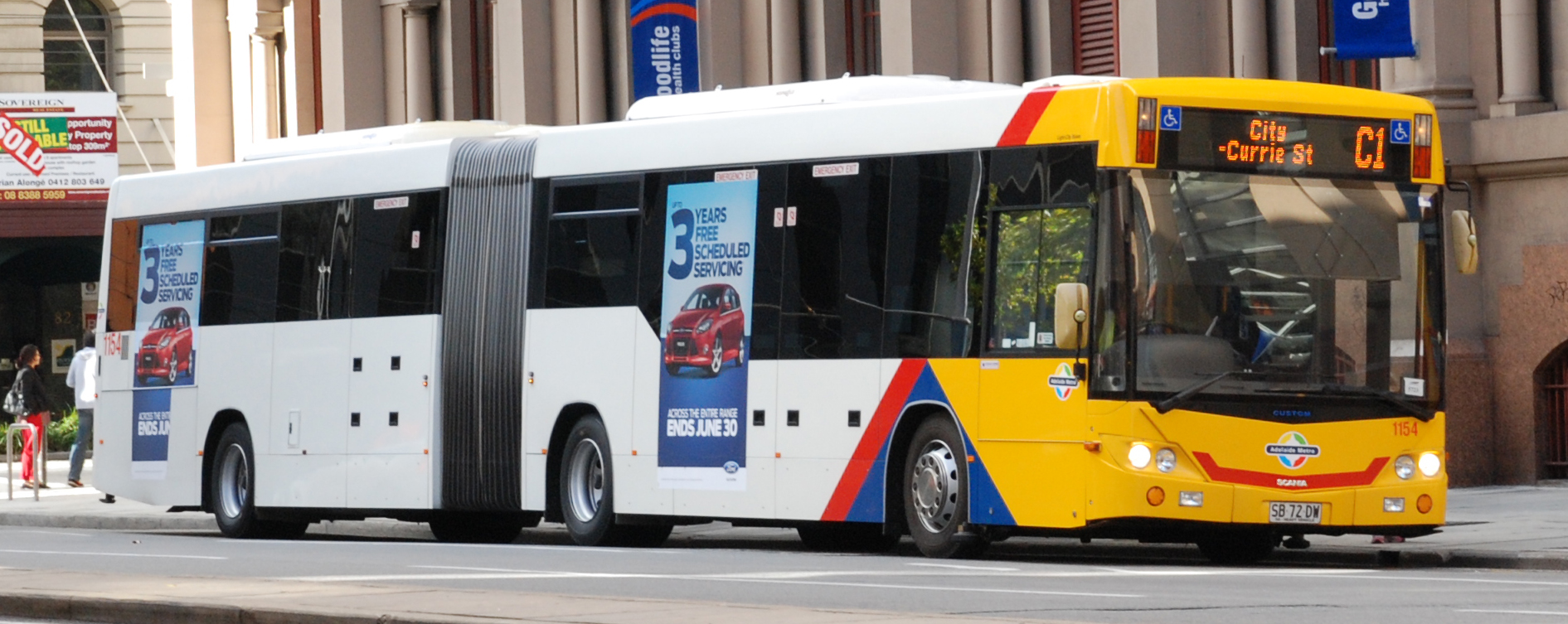
在柯里街上的斯堪尼亚K320UA公交车（摄于2014年6月

轨道建成后，最初有41辆单节和51辆铰接奔驰O305公交车投入O-Bahn服务，该投放成本包括在9千8百万的O-Bahn建设成本内。这些公交车起初由三菱汽车嘉富丽公园工厂改装，并最终在南澳金属压制公司完成了对车身的制造及组装。后期又有改装版的MAN SG280和SL202公交车投入使用。

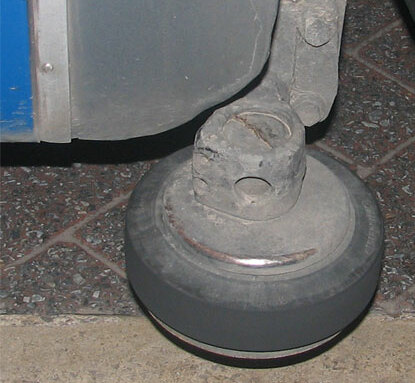
导向轮

随着最初投入使用的奔驰O305即将到达25年的法律要求公交最高年限，2007年政府开始招标新的公交车。新招标到的斯堪尼亚K230UB/K280UB系单节公交车和斯堪尼亚K320UA铰接客车由卡斯特姆·科切斯（现称卡斯特姆巴士）完成对车身的制造及组装。截至2015年4月，除这些新车外，O-Bahn车队中仍有一MAN SL202和一奔驰O405在轨继续运营。
公交车发生故障时，一种名为「达姆博（Dumbo）」的特殊车辆可以将故障的公交车脱离O-Bahn轨道。然而，在早期阶段，设计者希望所有公交车都有拖走其他车辆的能力，可这却遭到了司机工会的强烈反对，因此才不得已引入「达姆博」车。若公交车发生爆胎，导向轮可以继续保持公交的稳定，而铝制轮毂仍可以确保公交车以40千米/时的速度继续行驶到下一站。
作为公交车能够在O-Bahn轨道上平稳运行的最重要工具——导向轮，安装在前轮的外前侧，直接接触轨道两侧的突起边缘，并连接汽车的转向结构用以自动控制方向盘转向。因此，对司机在O-Bahn上行驶是否需要握住方向盘一事，官方并没有非常严格的规定，但安全规程仍要求司机在任何情况下都要对各种可能发生的事件做到警觉。在进入公共運輸交匯處前轨道上都会设有停车振动带提醒司机接手对车辆的操控。导向轮是O-Bahn系统最为精密的组件，可以在遇到剧烈冲击时脱落，因此在O-Bahn建成之前，一些公交车提前安装导向轮并在原路线继续运营以便测试其耐久性。在多次导向轮碰撞路边镶边石的事件发生后，司机被要求在驾驶时应更加小心。
O-Bahn服务目前由与阿德莱德公交签署协议的Light-City巴士运营。截至2015年，该公交车道工作日日接送量可达31,000人次。

## 公共運輸交匯處

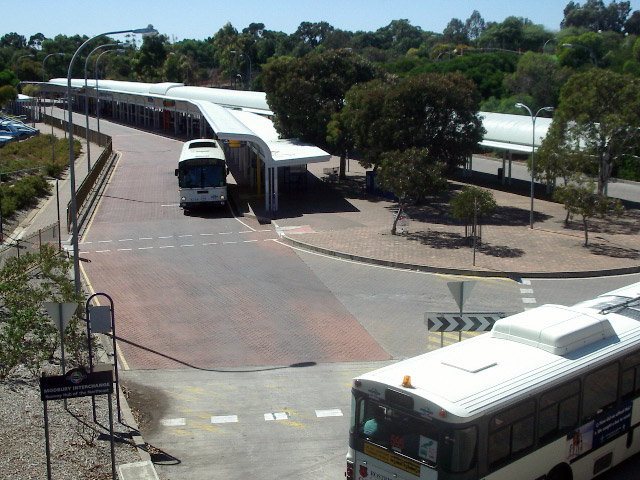
茶樹廣場公共運輸交匯處

O-Bahn轨道的第一站是錦林息公共運輸交匯處，位于距离市区中心3公里远的錦林息。此站興建目的是，與外環線巴士路線交匯。但由於此站巴士停靠位置比其餘交匯處短，不少O-Bahn路線在繁忙時間以特快（Express）名義「飛站」。本站共有29條O-Bahn路線停靠，包括前往屋登的路線。此站是唯一一個O-Bahn交匯處不設巴士專線離開本站。此站亦設停車場，供應共450個車位。
北樂提公共運輸交匯處作为O-Bahn轨道第二站，位于北樂提的西北角，距离市区中心6公里远。目前该站处于O-Bahn的中间位置，而在O-Bahn第二建设阶段竣工前，该站则是O-Bahn的终点站。北樂提也有其他来自周边郊区的公交车经停。该站共有875个停车位，分布在两个区域。
茶樹廣場公共運輸交匯處是O-Bahn的终点站，同时也是东北郊区的公共交通中心，坐落于摩保利，距离市区中心12公里。得益于其紧邻的西田茶樹廣場，该站是O-Bahn上最大的公共運輸交匯處。从此站驶出的公交车最远连接至伊利沙伯，并覆盖高登歌富地区。2013年原停车场改造重建，新建的多层停车场可容纳700辆汽车，较改造前增加了300个停车位。